# 신궁 (미사일)
신궁(新弓, KP-SAM) 또는 해외마케팅 명칭인 케이론/카이론(영어: Chiron)은 대한민국의 휴대용 단거리 지대공 미사일이다.

## 역사
1995년부터 대한민국의 국방과학연구소가 주관하고 LIG넥스원에서 개발하여, 총 개발비 700억 원과 연인원 1000여 명이 투입되어 국산화율 90%를 달성하였다.
2007년 4월, 삼성탈레스에서 신궁 야간조준기를 개발했다.
동급인 미국 FIM-92 스팅어, 러시아 9K38 이글라(SA-18)의 명중률이 60% 정도이다. 프랑스의 미스트랄 미사일과 같은 수준의 명중률 90%대를 자랑하면서도 미스트랄보다 약 6kg 더 가볍다.
가격도 약 1억 8천만 원으로 2억 3천만 원인 미스트랄 보다 약 5천만 원가량 저렴하다. 또한 신궁은 대적외선 방해대응능력(IRCCM)도 있다. 직접 요격기능 이외에도, 근접 신관이 장착되어, 목표물이 반경 1.5ｍ 이내로 접근하면 자동 폭발해 수백 개의 텅스텐 파편으로 격추한다.
신궁 미사일의 무게는 15kg이며, 길이와 직경은 각각 1.6m, 8cm다. 미스트랄에 비해 약 3kg 정도 가벼우며, 길이도 20cm가량 짧다.
대한민국은 이로써 미국, 러시아, 중국, 프랑스, 파키스탄, 이란, 일본, 폴란드에 이어 휴대용 대공유도무기를 개발한 9번째 국가가 되었다.
2018년 6월 19일, LIG넥스원은 대전컨벤션센터에서 열리는 '2018 대한민국 방산부품장비대전 및 첨단국방산업전'에서 최신형 모드-5(Mode-5) 피아식별장비를 장착한 방공유도무기 '신궁'을 국내 최초로 선보였다. 모드-5 피아식별장비는 기존 모드-4에 비해 상대 항공기에 대한 추가 정보 획득이 가능하며 보안성을 강화하고 민간 항공시스템과의 간섭을 줄였다. LIG넥스원은 프랑스 탈레스사와 기술협력을 통해 모드-5의 국내 생산을 추진하고 있다.

## 탐색기

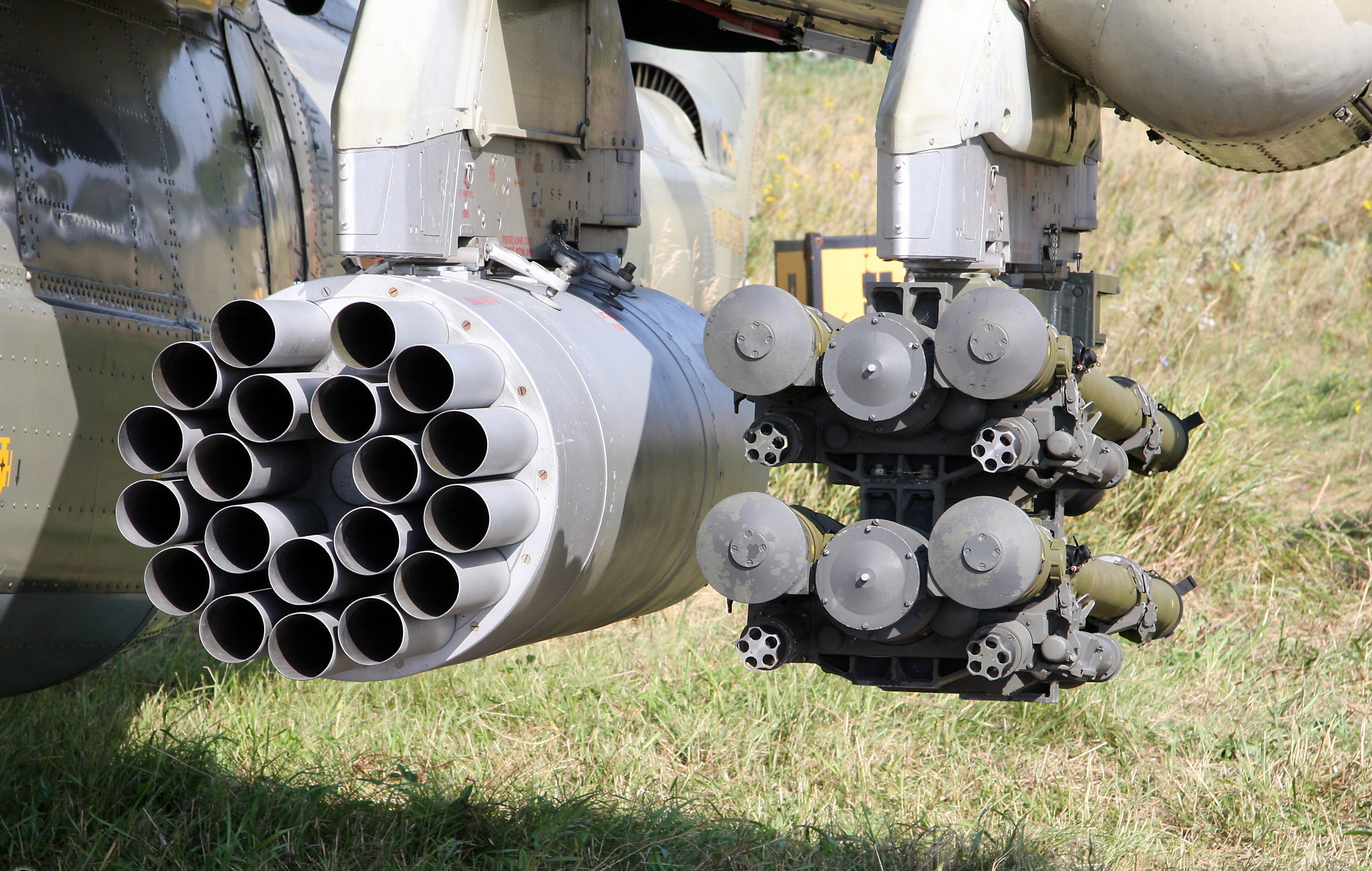
Mi-28 공격헬기에 장착된 이글라

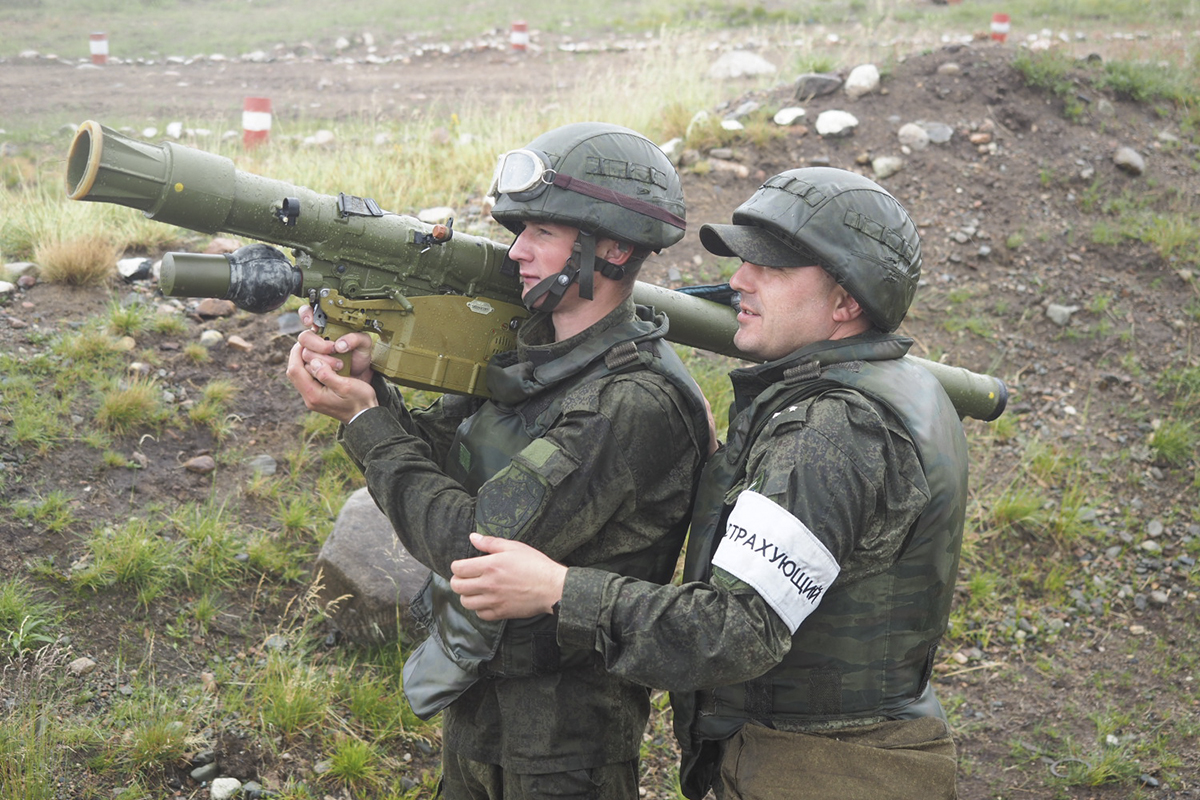
이글라 미사일

신궁 미사일은 국산 2컬러 적외선 시커를 장착했다.
프랑스의 기술도입이 좌절되자, 9K38 이글라(나토코드명 : SA-18 그로스) 생산업체인 러시아 KBM사에서 2컬러 시커 부품을 수입했다. 그러나 제3국에 수출하려면 러시아 정부의 수출승인이 필요했다.
2014년 12월 9일 국방기술품질원 신궁의 한국형탐색기를 국내개발했다고 밝혔다. LIG넥스원이 업체자체 투자(약 5년, 개발비 143억)방식으로 개발했다. 한국형탐색기 개발 성공으로 50% 전후에 머물러 왔던 신궁 탐색기의 국산화율은 95% 이상까지 향상됐다.
러시아 정부의 수출승인이 불필요해지면서, 22억 달러 (2조 4400억원) 규모의 전세계 휴대형 대공미사일 시장에 진출할 수 있게 되었다.

## 비교
- 9K310 이글라-1 (SA-16): 무게 10.8 kg, 사거리 4.5 km, 고도 10-3500 m
- 9K38 이글라 (SA-18): 무게 10.8 kg, 사거리 5.2 km, 고도 10-3500 m
- 9K310 이글라-S (SA-24): 무게 10.8 kg, 사거리 6 km, 고도 10-3500 m
- 신궁 미사일: 무게 19.5 kg(발사관 포함), 사거리 7 km, 고도 10-3500 m
- SA-25: 무게 17.25 kg, 사거리 6.5 km, 고도 4500 m
- FIM-92 스팅어: 무게 15.2 kg(발사관 포함), 미사일 무게 10.1 kg, 사거리 4.8 km, 고도 3800 m
- 미스트랄 미사일: 무게 25.3 kg(발사관 포함), 사거리 5.3 km, 고도 3000 m

## 북한
한국은 이글라-1(SA-16), 이글라(SA-18), 이글라-S(SA-24) 중에서 SA-16 기술을 도입했다. 북한은 SA-24를 국내생산중이다. 하지만 러시아는 이글라를 대체하기 위해 2011년부터 SA-25를 대량생산중인데, 북한이 아직 도입했다는 보도는 없다.

## 같이 보기
- 케이론 - 그리스 신화에 나오는 비스트맨, 반인반마(半人半馬)의 종족인 켄타우로스 중의 하나